# Kereana
Kereana is een bestuurslaag in het regentschap Belu van de provincie Oost-Nusa Tenggara, Indonesië. Kereana telt 1841 inwoners (volkstelling 2010).